# Sangir (lud)
Sangir, także: Sangihe lub Sanger – grupa etniczna zamieszkująca grupy wysp Sangir (Sangihe) i Talaud w prowincji Celebes Północny w Indonezji. Według danych szacunkowych ich populacja wynosi 500 tys. osób (2000).
Posługują się językami sangir i talaud z wielkiej rodziny austronezyjskiej, a także językiem indonezyjskim. Pod wpływem zachodnim wykształcili piśmiennictwo na bazie alfabetu łacińskiego. W większości są protestantami. Część przyjęła katolicyzm lub islam. Na ich kulturę duchową rzutują wpływy minahaskie.
Ich pierwotną ojczyzną mają być pobliskie tereny Archipelagu Malajskiego. Według jednej z propozycji mogą wywodzić się z wyspy Ternate na Molukach lub Mindanao na Filipinach. Miejscowa tradycja głosi, że przybyli z Cotabato na Mindanao lub z Molibagu (Bolaang Mongondow, Celebes Północny). W XVI w. przeszli pod panowanie ludu Ternate. Byli też podbijani przez Hiszpanię i Holandię. Na przestrzeni wieków znaleźli się pod wpływem zarówno chrześcijaństwa, jak i islamu. Od 1949 r. tereny sangirskie należą do Indonezji. We współczesnym języku sangir zachowała się warstwa zapożyczeń słownikowych z hiszpańskiego i języka ternate. Na wyspach Sangir i Talaud upowszechnił się także malajski miasta Manado (handlowa odmiana języka malajskiego wywodząca się z północnej części Moluków). Ekspansja malajskiego przyczynia się do zaniku autochtonicznych języków regionu, w tym języka sangir.
Do ich podstawowych zajęć należą rybołówstwo i rolnictwo ręczne. Uprawia się rośliny bulwiaste i korzeniowe, sago, banany; główne uprawy przemysłowe to palma kokosowa i muszkatołowiec korzenny. Wyspy Sangir i Talaud należą do czołowych producentów gałki muszkatołowej i zasłynęły historycznie z dobrej jakości upraw. Dużą rolę odgrywa eksploatacja lasów, w tym pozyskiwanie rattanu i hebanu, a także produkcja kopry. Inne zajęcia obejmują kowalstwo, budowę statków (istnieje nowoczesny przemysł stoczniowy), obróbkę metali, rzeźbę w drewnie. W tradycyjnym tkactwie (wypartym przez fabryczną produkcję włókienniczą) wykorzystywano włókna ze specjalnego rodzaju banana. Osady mają charakter przybrzeżny; tradycyjne domy wznoszono na palach, a na wyspach Talaud istniały niegdyś długie domy. Wiele osób pracuje w administracji, handlu czy branży transportowej.
Religia chrześcijańska (katolicyzm i protestantyzm) dotarła na wyspy Sangir i Talaud wskutek interakcji z kulturami zachodnimi, począwszy od XVI wieku. W II poł. XVI w. do regionu przybyli pierwsi portugalscy misjonarze, a w 1568 r. ludność wyspy Siau przyjęła chrześcijaństwo. Niemniej chrześcijaństwo pozostawało słabo ugruntowane i do XIX w. utrzymywały się tradycyjne wierzenia i praktyki. Od II poł. XIX w. był szerzony protestantyzm, poprzez zintensyfikowaną działalność misjonarzy. W pierwszych dekadach XX w. doszło do rozwoju oświaty, powstały również nieliczne holenderskojęzyczne szkoły. Rodzime wierzenia Sangir, wyparte przez chrześcijaństwo, obejmują kulty duchów i przodków oraz wiarę w najwyższą istotę zwaną I Genggona Langi. Organizacja społeczna bazuje na bilateralnym systemie pokrewieństwa. Niegdyś była praktykowana poligamia.
W Archipelagu Malajskim istnieje duża diaspora Sangir. Wiele osób z ludu Sangir zamieszkuje inne zakątki prowincji Celebes Północny (w tym region Minahasa na wyspie Celebes) oraz Filipiny (55 tys.) i inne prowincje Indonezji (48 tys.). Skupiska tej ludności są obecne na południowym wybrzeżu Mindanao (w granicach Filipin), a także na północnych Molukach (m.in. na Halmaherze i Ternate). W zależności od lokalizacji przyswajają języki różnych grup etnicznych. Wśród ludności Sangir na Filipinach używany jest również język cebuański, a na Halmaherze bywa znany język tobelo.
Z wysp Sangir i Talaud wywodzi się muzułmański lud Sangil (4 tys.), zamieszkujący wyspy Sarangani i Balut u południowo-wschodniego wybrzeża Mindanao. Na Filipinach jest to jedna z grup etnicznych zaliczanych do tzw. Moro. Pod względem języka i kultury są bliscy ludności sangirskiej w Indonezji, z wyłączeniem aspektu dominującej religii. Ich przodkowie mieli wyemigrować w XVII w. lub wcześniej. Sami określają się jako „Sangiré” (formy „Sangil” używają sąsiednie społeczności). Badania genetyczne wykazały, że grupa Sangil ma częściowo pochodzenie papuaskie.
„Sangir” i „Sangihe” to zamienne nazwy tej samej grupy etnicznej (a także rodzimego regionu i języka), obie są w powszechnym użyciu (pochodzą z różnych obszarów dialektalnych, ale jedna i druga rozpowszechniły się w piśmiennictwie).

## Galeria

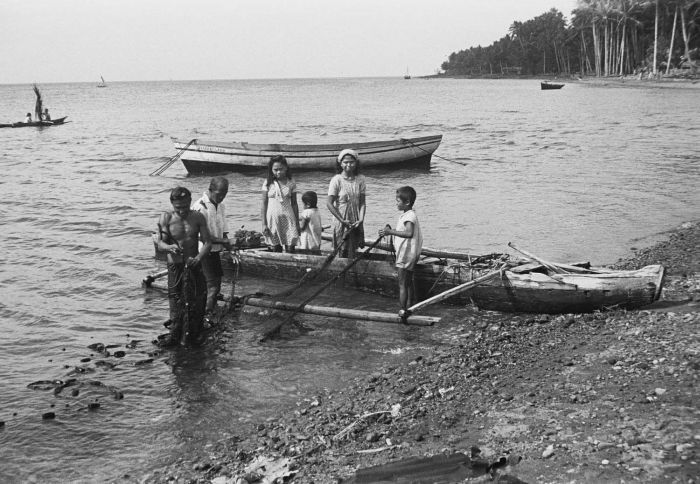
Rybacy z wysp Sangir (1948)
Muzycy Sangir (1927)
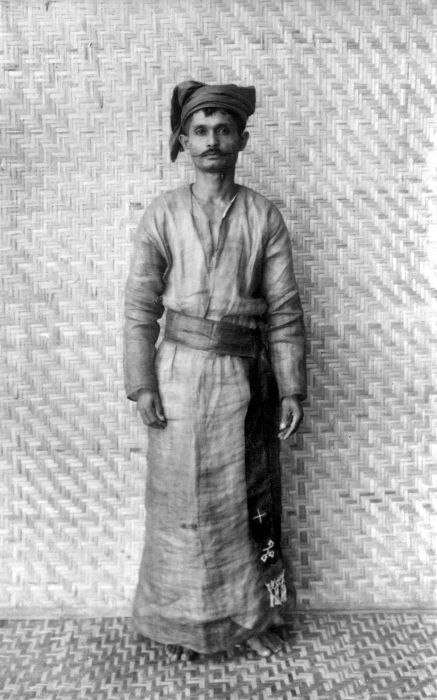
Mężczyzna w stroju tradycyjnym (1929)
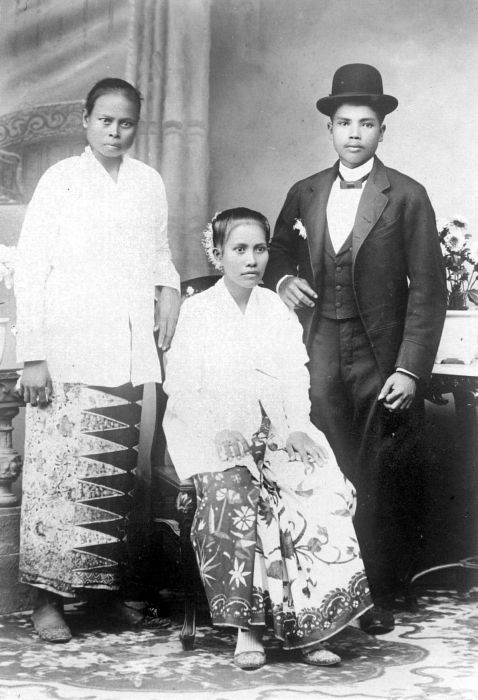
Chrześcijańska para ślubna (c. 1915)